# Water Bearer
Water Bearer – pierwszy album angielskiej muzyk/multiinstrumentalistki Sally Oldfield, gdzie obsługuje ona prawie wszystkie instrumenty i wszystkie partie głosowe oprócz tenoru, czyli około 95% całości. Wydany w 1978.
Są to także jej kompozycje i teksty. Utwór "Mirrors" wydany został także jako singiel promujący album i osiągnął 19. miejsce w UK Charts.

## Spis utworów
1. Water Bearer — 6:25
2. Songs of the Quendi - 12:46
  - Night Theme — 2:52
  - Wampum Song — 3:06
  - Nenya — 4:59
  - Land of the Sun — 1:52
3. Mirrors - 3:29
4. Weaver — 3:38
5. Night of the Hunter's Moon — 3:26
6. Child of Allah — 3:19
7. Song of the Bow — 3:37
8. Fire and Honey — 2:30
9. Song of the Healer — 3:19

## Obsada
- Sally Oldfield: wokale, gitary, pianino, syntezatory, klawikord, organy Farfisa, mandolina, marimba, dzwonki, wibrafon, tubaphone, perkusja
- Frank Ricotti: perkusja, wibrafon, marimba
- Dave Lawson, syntezator smyczkowy (Solina Strings Ensemble)
- Trevor Spencer, bębny-syntezatory Pollarda (syn drums)[2]
- Tim Wheater, talerze perkusyjne
- Jean Price, harfa
- Brian Burrows, wokal (tenor)

## Informacje uzupełniające
- wytwórnia: Bronze
- nr. wydawnictwa: Bronze (610164-217)
- miejsce: Wielka Brytania
- rok: 1978